# Терроризм и коммунизм (Троцкий)
«Терроризм и коммунизм» — книга, написанная наркомвоенмором Львом Троцким в вагоне своего бронепоезда и впервые опубликованная во время Гражданской войны, в 1920 году. Являлась ответом на одноимённый труд Карла Каутского, назвавшего в 1919 году советский большевистский режим «казарменным социализмом». В своём ответе Троцкий пытался обосновать Красный террор и отсутствие парламентаризма в РСФСР: приведённые им аргументы позже неоднократно использовались для оправдания политических репрессий. Единственная работа Троцкого, удостоившаяся похвалы Иосифа Сталина. Переведена на многие языки мира.

## Предыстория

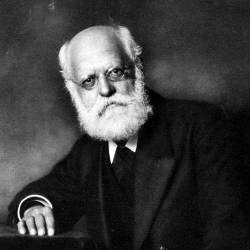
Карл Каутский (до 1923)

### «Диктатура пролетариата» и начало дискуссии
В августе 1918 года, меньше чем через год после Октябрьских событий в Петрограде, Карл Каутский опубликовал в Вене брошюру «Диктатура пролетариата»: в ней большевики обвинялись в разжигании Гражданской войны в России из-за неспособности соблюдать нормы всеобщего избирательного права. В брошюре также утверждалось, что единственным способом действенно контролировать рост бюрократии и милитаризма в стране является парламентская демократия, основанная на свободных выборах — Владимир Ленин же обвинялся Каутским в отступлении от демократической практики в пользу ограниченного электората.

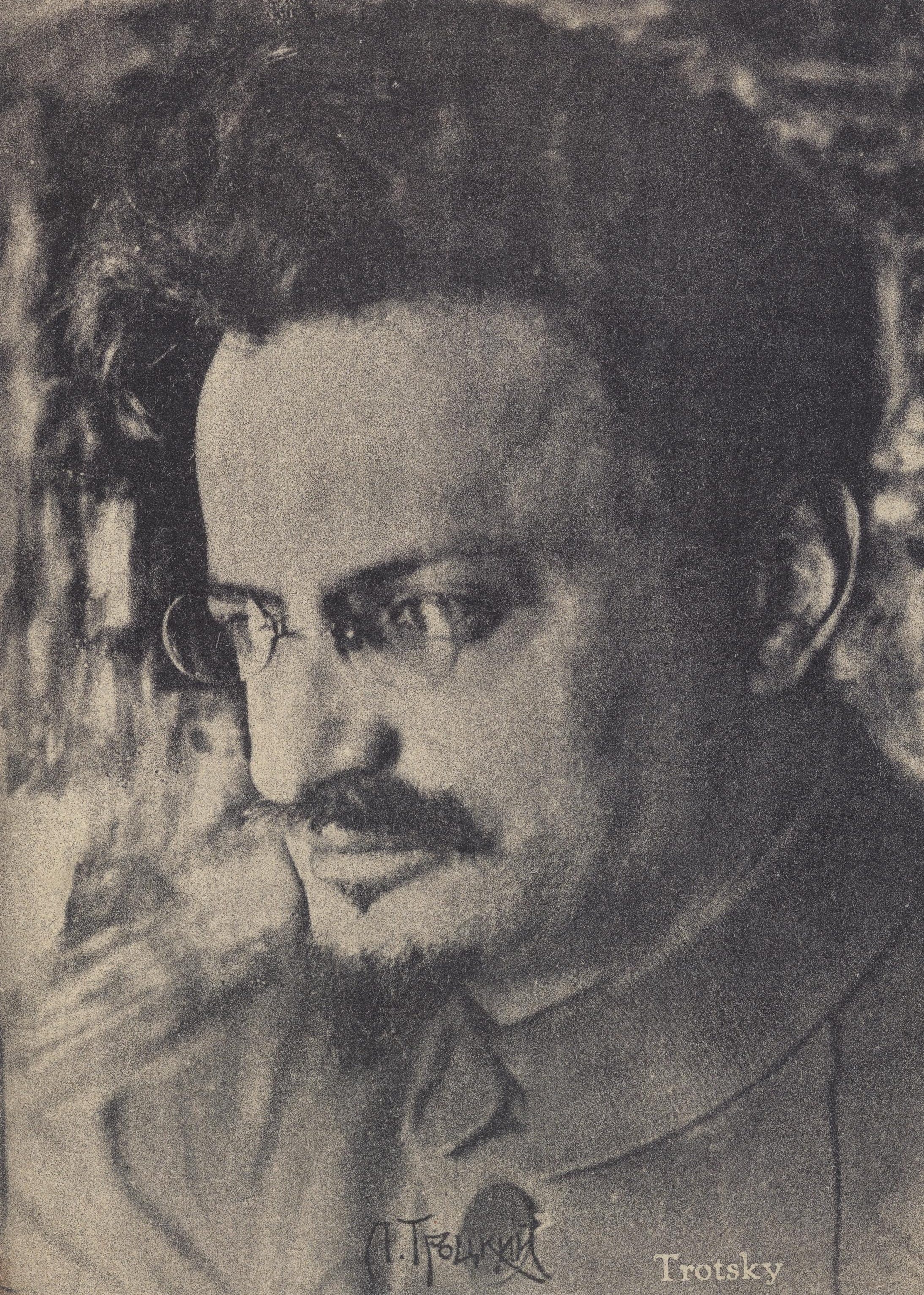
Лев Троцкий (около 1920)

Большевики, стремившиеся в тот период к широкой международной поддержке со стороны социалистов всего мира и началу Мировой революции, резко раскритиковали работу Каутского, расценив её как «предательство». Ленин спешно отреагировал на заявления Каутского, выпустив свою брошюру «Пролетарская революция и ренегат Каутский», написанную в октябре-ноябре 1918 года. В ней глава СНК говорил о «позорном банкротстве Второго Интернационала» и о лишении Каутским марксизма «революционного живого духа», свойственного данной идеологии — при этом Ленин апеллировал к авторитету Фридриха Энгельса, утверждавшего, что пролетарская революция невозможна без насильственного разрушения «государственной машины»:
Диктатура — это правило, основанное непосредственно на силе и не ограниченное никакими законами.

### «Терроризм и коммунизм» Каутского (1919)
Карл Каутский, которого на рубеже XIX—XX века называли «Папой Римским марксизма», ответил на критику Ленина в 1919 году выпуском новой книги, озаглавленной «Терроризм и коммунизм». В ней он писал об ухудшении политической ситуации в Советской России и начале «братоубийственной войны». Каутский также стремился провести историческую параллель между Русской революцией 1917 года и Великой французской, с последовавшими за ней террором и военной диктатурой Наполеона. Для описания складывавшейся в РСФСР политической системы Каутский впервые использовал термин «казарменный социализм» (нем. Kasernensozialismus).

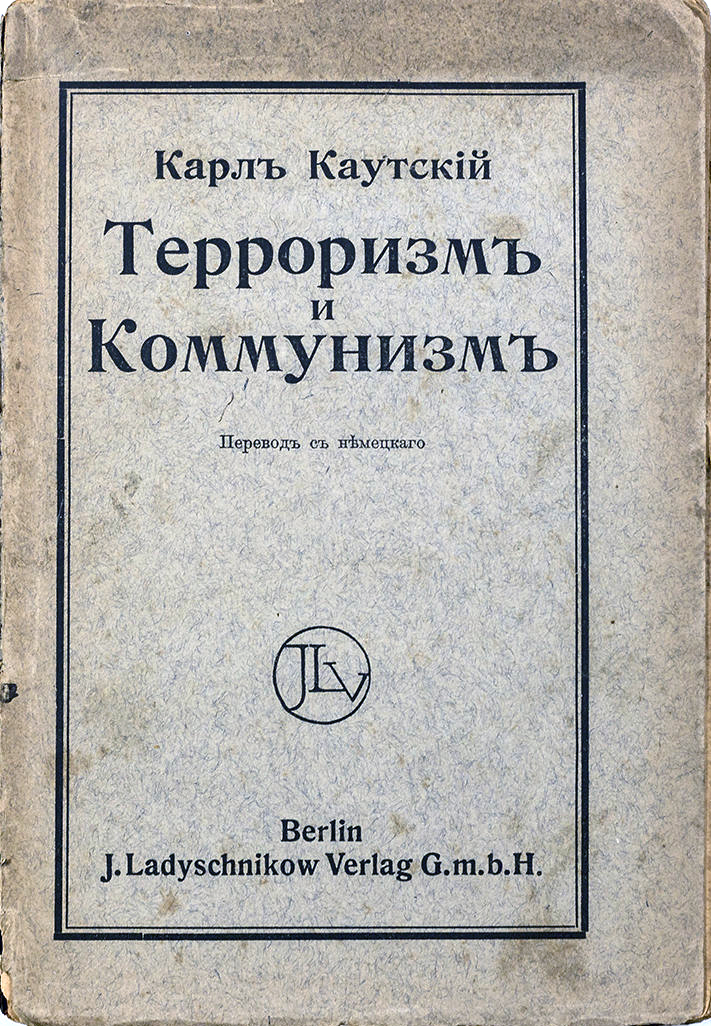
Каутский К. «Терроризм и коммунизм» (1919)

В заключительном разделе «Терроризма…» — озаглавленном «Коммунисты за работой» — Каутский утверждал, что социальная катастрофа, последовавшая за Первой мировой войной, была непосредственной причиной Русской революции. Большевики же, по его мнению, лишь воспользовались анархией в стране, захватив при помощи пролетариата власть в промышленных городах — подобное мнение разделяло в тот период множество социал-демократов. Последовавшая за этим массовая экспроприация предприятий, продолжал Каутский, не могла привести к успешному построению социализма, поскольку Великая война практически уничтожила «дисциплинированный и высокоинтеллектуальный рабочий класс», сохранив лишь «самых невежественных» его представителей. Закономерным результатом всего этого стал экономический крах и «примитивная» жажда мести со стороны рабочих:
Большевизм победил в России, но социализм потерпел там поражение.
Персональную ответственность за Октябрьский переворот и последовавший за этим разгул насилия, сопровождавшийся поиском «саботажников», Каутский возложил на лидера большевиков Льва Троцкого. По мнению Каутского РСФСР перешла к построению не социализма, а «государственного капитализма». Теоретик марксизма прогнозировал, что применение силы и диктаторские методы работы, приведут в конечном итоге к некой новой угнетающей общественной системе.
Как ответ на эти суждения (о том, что цель не оправдывает средства) одного из лидеров мирового коммунистического движения, к которому Троцкий до 1917 года относился с почтением, и появилась данная работа Троцкого, ради которой он — несмотря на активно шедшую Гражданскую войну — даже обращался за помощью в поиске статистических данных:
Поводом к этой книге послужил ученый пасквиль Каутского того же наименования.

## Описание
Создание своей «ответной» книги — писавшейся одновременно с серией статей на ту же тему — Троцкий закончил в конце мая 1920 года и уже в августе её немецкий перевод был опубликован в Гамбурге издательством западно-европейского секретариата Коминтерна с подзаголовком «анти-Каутский». По воспоминаниям самого наркома, данный текст создавался им в своём бронепоезде, во время многочисленных поездок по фронтам Гражданской войны (особенно, польской кампании). Ретроспективно Троцкий даже объяснял «суровость тона» данного произведения местом и временем написания.
Ответ Карлу Каутскому был разделен на девять глав, с введением и эпилогом. В первом разделе книги, состоявшем из четырёх глав, рассматривались практические вопросы удержания политической власти в Советской России. Следующий раздел, содержащий отсылки к Карлу Марксу, был посвящён сравнению Парижской коммуны и Русской революции. Далее следовали две главы о конкретной политической и экономической политике Советской власти в период продолжающегося на тот момент военного коммунизма, а также прямая полемика с книгой Каутского («Карл Каутский, его школа и его книга»).
В предисловии автор обращал внимание как на условия написания произведения, так и давал общую оценку ситуации в РСФСР к 1920 году:
Как только ослабело военное давление… во всей стране произошел поворот в сторону хозяйства… Несмотря на все политические испытания, физические бедствия и ужасы, трудящиеся массы бесконечно далеки от политического разложения, нравственного распада или апатии. Благодаря режиму, который хотя и наложил на них большие тяготы, но осмыслил их жизнь и дал ей высокую цель, они сохраняют исключительную нравственную упругость и беспримерную в истории способность сосредоточения внимания и воли на коллективных задачах.
Категорически не принимая критику Каутского, которую Троцкий считал «направленной против революционной решительности», нарком всё же вынужден был констатировать общее ухудшение хозяйственной ситуации в стране — хотя и пытался объяснить её с позиций марксизма:
Правда, мы живем в обстановке тяжкого хозяйственного упадка, истощения, бедности, голода… Каждое классовое общество (рабское, феодальное, капиталистическое), исчерпав себя, не просто сходит со сцены, а насильственно сметается путем напряженной внутренней борьбы, которая непосредственно причиняет участникам нередко больше лишений и страданий, чем те, против которых они восстали.
Предисловие заканчивается постскриптумом от мая 1920 года, в котором — в связи с Советско-польской войной — утверждается, что «/Юзеф/ Пилсудский воюет не только за земли польских магнатов на Украине… но и за парламентарную демократию, за эволюционный социализм, за II Интернационал, за право Каутского оставаться критическим приживальщиком буржуазии».
«Вместо послесловия» к книге Троцкий в семи абзацах выступил с критикой тех политиков, которые выразили своё согласие с позицией Каутского (прежде всего Жана Лонге и Филиппо Турати) и обозначил ближайшую политическую цель международного коммунистического движения: под таковой понималось прежде всего изгнание «открытых и замаскированных каутскианцев» из рядов рабочей партии.

## Критика

### Одобрение Сталина и Зиновьева

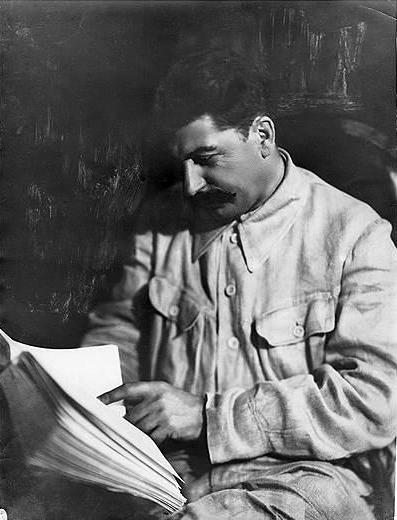
И. Сталин читает (1920—1930-е)

Иосиф Сталин, внимательно ознакомившись с книгой, похвалил её — несмотря на имевшие место уже в тот период сложные отношения с автором (см. Царицынский конфликт). Причём это была единственная книга Троцкого, которая вызвала позитивный отклик Сталина: его личный экземпляр был испещрён одобрительными пометками: «так», «метко» и «в этом вся суть». По мнению Жореса и Роя Медведевых, слова о безграничном господстве и непререкаемой дисциплине, встречавшиеся в книге, «одинаково ласкали тогда слух как Троцкого, так и Сталина». Особенно Сталину понравился вывод о том, что партия может осуществить революционное господство пролетариата без блоков с другими социалистическими партиями.
В ноябре 1924 года, несмотря на уже начавшуюся «литературную дискуссию с троцкизмом», оппонент Троцкого Григорий Зиновьев продолжал называть работу «Терроризм и коммунизм» — обозначая её как «книгу о Каутском» — «блистательной». Значительно меньшее впечатление на председателя Ленсовета произвели две последующие работы Троцкого: «Новый курс» и «Уроки Октября».

### Мнение Шахтмана
По мнению троцкиста Макса Шахтмана, Троцкий в данной работе отвечал на два основных вопроса о политической тактике большевиков: на вопрос о революционном захвате власти и на вопрос о «методах построения социализма». Шахтман считал, что Троцкий последовательно обосновывал факт, что «особые обстоятельства» сделали Россию достаточно зрелой для социалистической революции — в то же время нарком признавал, что «отсталая аграрная нация… не созрела для построения социалистического общества». Для строительства социализма в России Троцкий рассчитывал на помощь со стороны соседних развитых индустриальных стран и потому революция в Европе рассматривалась всеми большевиками «как единственное спасение русской революции». Для ускорения европейской революции нарком предлагал скорейшую реорганизацию социалистических партий континента по большевистской модели — то есть с отделением радикального левого крыла от либерально-пацифистского центра и правого фланга.

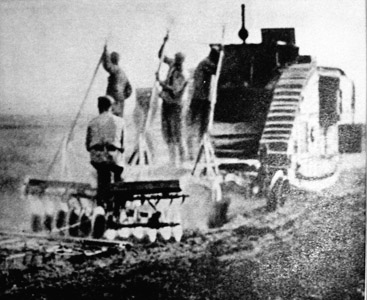
Трудовые армии: пахотные работы на танке Mark V

В вопросе о социалистической реорганизации российской экономики Троцкий обобщил опыт военного коммунизма с его «трудовыми армиями» и призвал европейцев последовать примеру РСФСР. В связи с установлением в 1921 году в Советской России «Новой экономической политики» (НЭПа) эта часть книги была признана Шахтманом «анахронизмом», связанным с Гражданской войной .

### Анализ Кней-Паца
Профессор Барух Кней-Пац утверждал, что Троцкий в данной работе защищал использование Советским правительством террора против врагов революции: в принципе Троцкий не отвергал «святости человеческой жизни», но она не была для него «абсолютной ценностью, которая бы затмевала все остальные». По мнению Кней-Паца, нарком рассматривал «взятие человеческой жизни» не только как необходимое зло, но и как «целесообразный, во время революции, акт».
Кроме того, Троцкий оправдывал использование методов террора против врагов революции тем, что подобная практика направлялась и контролировалась «рабочим классом», а не небольшой группой лиц, стоявших во главе партии. Использование же парламентской демократии было отвергнуто Троцким, назвавшим призывы к ней «фетишизмом»: по его мнению, парламентаризм был не более чем вымыслом, используемым в капиталистических обществах для маскировки власти буржуазии. Только диктатура пролетариата могла направить государственную власть на подавление своих оппонентов и тем самым проложить путь для социальных преобразований.
В итоге для Троцкого, согласно Кней-Пацу, применение насилия и террора было как необходимым, так и неизбежным в период революционного перехода от капитализма к социализму. Эта мысль из книги революционера уже в XXI века была использована немецким политологом Хансом Майером как доказательство установление в постмонархической России — наряду со многими другими странами Европы — авторитарного режима:
Человек, отвергающий диктатуру пролетариата и социалистическую революцию, ставит крест на социализме.

### Мнение биографов Троцкого
В целом разделяя суждения профессора Кней-Паца, биографы Троцкого Юрий Фельштинский и Георгий Чернявский называли обвинения в адрес наркома со стороны «осторожного и непредвзятого» Каутского вполне справедливыми. Троцкий же, по их версии, прибегал в ответ к «псевдотеоретическим разглагольствованиям», которые они сводили к четырём пунктам:
1. цели и средства не связаны нераздельно друг с другом — различные классы общества могут использовать одни и те же практические средства (например, террор) для достижения совершенно разных целей;
2. социализм не может быть построен без революционного насилия;
3. все правительства прибегают к насилию для удержания власти;
4. террор в России был развязан не большевиками, а контрреволюционерами[19].

Дмитрий Волкогонов обращал внимание на использование Троцким в адрес Каутского «личных оскорблений»: «лицемерный соглашатель», «недостойный фальсификатор», «пачкун», «круглый нуль» и так далее — которыми большевистские руководители (особенно Ленин) часто «награждали» своих политических оппонентов. Волкогонов также фокусировал внимание читателей на существенном различии в позициях Троцкого и Каутского по вопросу об однопартийности в РСФСР, а также — по крестьянскому вопросу. Волкогонов считал данную работу интересной с точки зрения выявления «взглядов радикального большевика на пути и задачи революции» — нашедшие в дальнейшем своё практическое воплощение в создании трудовых армий. В его интерпретации, в дискуссии Каутского и Троцкого выразилась «борьба двух начал — классового и общечеловеческого», которая позволяла глубже понять как эволюцию, так и «историческую неудачу» большевизма.
Автор многочисленных публикаций в социалистической прессе Эсме Чунара отмечала в 2008 году, что в своей книге Троцкий противопоставлял парламентскую систему, в которой «пассивные избиратели» иногда ходят на выборы, и систему Советов, в которой «креативные» рабочие активно и непрерывно участвуют в политической жизни страны. Кроме того, она обращала внимание на то, что термин «терроризм» в понимании XXI века не имеет отношения к тому «государственному террору», о котором писал Троцкий — индивидуальные насильственные акты небольших групп как раз критиковались наркомом; термин «терроризм»/«террор» скорее использовался как синоним «насилия» в целом.

### Мнение Жижека

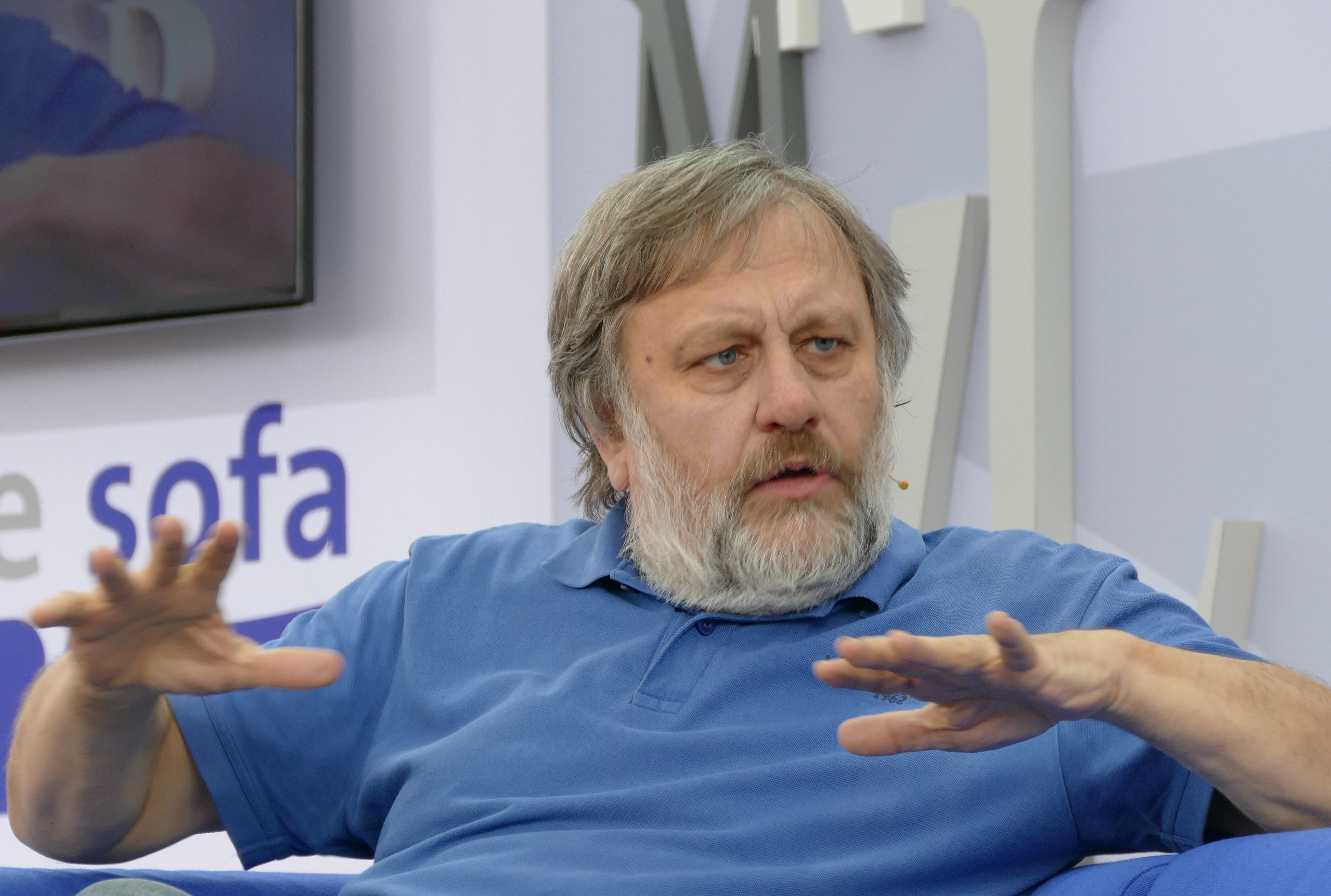
Философ С. Жижек (2015)

Философ Славой Жижек — в своём пространном предисловии к одному из изданий книги, которую он считал «ключевой» среди работ революционера, — писал, что Троцкий знал, как «быть твёрдым, как реализовывать террор и был в полной мере готов полностью перестроить жизнь» страны. Комментируя теоретическую и практическую работу наркома, он приходил к выводу, что Троцкий и троцкизм как бы разрушали ложную дилемму: либо демократический социализм, либо сталинский тоталитаризм — создавая третий, альтернативный, путь в котором террор и однопартийность отличались от таковых при сталинизме. «Настойчивость» же большевиков, отказавшихся признать поражение в начале Гражданской войны, Жижек относил к «основе их величия». Подобная интерпретация вызвала ответную критику уже в отношении позиции самого Жижека.

## Влияние на другие работы
«Терроризм и коммунизм» Троцкого вызвал публичную реакцию Каутского: уже в августе 1921 году им была написана ещё одна брошюра «От демократии к государственному рабству: ответ Троцкому». В своём ответе Каутский обращал внимание на голод в Советской России, высокую смертность её населения, а также и на транспортные проблемы страны (разрушение железнодорожной сети). Каутский вновь вернулся к теме о «безрассудстве» большевиков — и Троцкого, в частности — спровоцировавших социалистическую революцию в стране, не приспособленной для этого ни экономически, ни интеллектуально. Знакомство с этим ответом, возможно, предостерегло некоторых западных левых от вступления в коммунистические партии своих стран.
В защиту позиции Каутского в 1927 году выступил и социал-демократ Александр Потресов. Его работа «В плену иллюзий» содержала суждение, что Каутскому в его заочной дискуссии с Троцким удалось доказать тот факт, что «диктатура пролетариата… изжила себя». Обвиняя большевиков в разгоне Всероссийского Учредительного собрания и «повальном уничтожении свобод», Потресов заключал, что большевизм показал свою враждебность «демократической гражданственности» и тем самым встал на путь деспотии.
Аргументы Троцкого из «Терроризма и коммунизма» позже множество раз использовались большевистскими теоретиками и практиками для оправдания «кровавых репрессий» в отношении не разделявших их взглядов — включая и Большой террор.

## Издания на русском языке
Оригинал на русском языке был выпущен в 1920 году отдельной книгой, распространявшийся среди красноармейцев и местного населения в местах стоянок бронепоезда Троцкого. Текст также появился и в двух выпусках (№ 10 и № 11) журнала Коммунистического Интернационала:

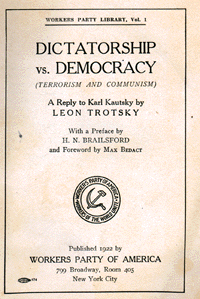
Обложка американского издания (1922)

- Троцкий Л. Терроризм и коммунизм. — Петроград: Государственное издательство, 1920. — 178 с.
- Двенадцатый том собрания сочинений Троцкого.
- Троцкий Л. Д. Терроризм и коммунизм. — М.: Директ-Медиа, 2015. — 411 с. — ISBN 978-5-4475-5619-8.

## Переводы
«Терроризм и коммунизм» был переведён на множество языков. Уже в 1920 году были напечатаны и французский, латышский и испанский переводы. В следующем году книга появилась на английском в Великобритании (англ. The Defence of Terrorism: Terrorism and Communism. A Reply to K. Kautsky), болгарском, итальянском, финском и шведском языках. В 1922 году состоялось её первое американское издание — а также увидели свет переводы на идиш и литовский язык; украинское издание последовало в 1923 году. К 1989 году появились арабский, китайский, чешский, датский, греческий, японский, сербскохорватский и турецкий переводы. В случае с китайской версией достоверно неизвестно был ли напечатан тираж.

## Текст книги
- Текст книги на русском языке
- Текст книги на английском языке
- Текст книги на немецком языке